# Oplećani
Oplećani (serbokroatisch-kyrillisch Оплећани) ist ein Dorf in Bosnien und Herzegowina mit 376 Einwohnern. Das mehrheitlich von Bosniaken bevölkerte Dorf gehört zur Gemeinde Tomislavgrad in der Föderation Bosnien und Herzegowina.

## Geografische Lage
Oplećani liegt etwa drei Kilometer östlich von Tomislavgrad. In unmittelbarer Nähe befindet sich die M 15, die nach Norden in Richtung Jajce und Banja Luka oder in den Süden nach Mostar führt. In der Ortsflur verläuft der Fluss Šujica.

## Bevölkerung
Im Jahr 2013 wurden in Oplećani 376 Menschen gezählt. Davon bezeichneten sich 308 als Bosniaken, 67 als Kroaten und einer bekannte sich zu keiner Ethnie. Seit dem Bosnienkrieg ist kein Serbe mehr in Oplećani ansässig.
| Ethnie            | Bevölkerung 1961 | Bevölkerung 1971 | Bevölkerung 1981 | Bevölkerung 1991 | Bevölkerung 2013 |
| ----------------- | ---------------- | ---------------- | ---------------- | ---------------- | ---------------- |
| Muslime/Bosniaken | 290 (66,82 %)    | 299 (71,87 %)    | 306 (72,17 %)    | 306 (71,50 %)    | 308 (81,91 %)    |
| Kroaten           | 65 (14,98 %)     | 66 (15,87 %)     | 73 (17,06 %)     | 76 (17,92 %)     | 67 (17,82 %)     |
| Serben            | 79 (18,20 %)     | 50 (12,02 %)     | 43 (10,05 %)     | 36 (8,49 %)      | 0                |
| Andere            | 0                | 1 (0,24 %)       | 6 (1,40 %)       | 6 (1,42 %)       | 1 (0,27 %)       |
| Total             | 434              | 416              | 428              | 424              | 376              |